# El Carmen, Jalisco
El Carmen är en ort i Mexiko.   Den ligger i kommunen Encarnación de Díaz och delstaten Jalisco, i den centrala delen av landet, 400 km nordväst om huvudstaden Mexico City. El Carmen ligger 1 985 meter över havet och antalet invånare är 180.
Terrängen runt El Carmen är huvudsakligen platt, men åt sydost är den kuperad. Runt El Carmen är det ganska tätbefolkat, med 56 invånare per kvadratkilometer. Närmaste större samhälle är Cuautitlán, 4,6 km nordost om El Carmen. Trakten runt El Carmen består i huvudsak av gräsmarker.